# Tra Te e il Mare (canção)
"Tra te e il mare" é uma canção gravada e interpretada pela cantora italiana Laura Pausini.
A canção possui uma adaptação em língua espanhola com o título Entre tú y mil mares.

## Tra te e il mare
Tra Te e il Mare é o primeiro single lançado em 2 de setembro de 2000 que antecipa o lançamento do álbum Tra te e il mare.

### Informações da canção
A letra e a música são de autoria do cantor e compositor italiano Biagio Antonacci.
A canção possui uma versão em língua espanhola intitulada Entre tú y mil mares, adaptada por Badia, inserida no álbum Entre tú y mil mares e lançada como primeiro single na Espanha e na América Latina.

### Informações do vídeo
O videoclip de Tra te e il mare foi lançado em duas versões: em italiano e em espanhol, e suas gravações foram efetuadas em 2000 em Malibu e em Hollywood nos Estados Unidos, sob a direção de Tristan Bayer.

### Faixas
| CD single - Promo 2079 - Warner Music Itália (2000) 1. Tra te e il mare CD single - Promo 027 - Warner Music Brasil (2000) 1. Tra te e il mare CD single - Promo 685738439928 - Warner Music Itália (2000) 1. Tra te e il mare 2. Tra te e il mare (Instrumental) 3. Looking for an angel CD single - Promo 685738440023 - Warner Music Europa (2000) 1. Tra te e il mare 2. Tra te e il mare (Instrumental) CD single - Promo 2080 - Warner Music Espanha (2000) 1. Entre tú y mil mares | CD single - Promo 1312 - Warner Music México (2000) 1. Entre tú y mil mares CD single - Promo SID43 - Warner Music Colômbia (2000) 1. Entre tú y mil mares CD single - Promo 15592 - Warner Music EUA (2000) 1. Entre tú y mil mares CD single - Promo Warner Music Espanha (2000) 1. Entre tú y mil mares 2. Entre tú y mil mares (Remix) CD single - Promo Warner Music Colômbia (2000) 1. Entre tú y mil mares (Progressive Brizz Mix Radio Edit) 2. Entre tú y mil mares (Progressive Brizz Mix Extended Club) |

### Desempenho nas tabelas musicais
| Paradas (2000)                            | Melhor posição |
| ----------------------------------------- | -------------- |
| Bélgica                                   | 9              |
| Estados Unidos (Billboard Latin Pop Song) | 10             |
| Estados Unidos (Billboard Latin Song)     | 13             |
| Itália                                    | 4              |
| Países Baixos                             | 82             |
| Suíça                                     | 42             |

## Tra te e il mare (2002)

### Informações da canção
Em 2001 a canção foi inserida no álbum coletânea The Best of Laura Pausini: E ritorno da te.
A canção foi novamente lançada como single, apenas na França, em janeiro de 2002, sendo o 5º single do álbum The Best of Laura Pausini: E ritorno da te.
Também no álbum em versão espanhola, Lo Mejor de Laura Pausini: Volveré junto a ti, foi inserida a canção Entre tú y mil mares, porém essa não foi lançada como single.

### Faixas
| CD single - 809274364920 Warner Music França (2002) 1. Tra te e il mare 2. La solitudine (2001 version) CD single 5050466136824 Warner Music Europa (2002) 1. E ritorno da te 2. Non c'è (2001 version) 3. Tra te e il mare | CD single - 0927449292 Warner Music França (2002) 1. Tra te e il mare 2. Tra te e il mare (Instrumental) CD single - Promo 03410 - Warner Music França (2002) 1. Tra te e il mare (Remix) 2. Tra te e il mare (Extended Club Mix) 3. Tra te e il mare |

### Desempenho nas tabelas musicais
| Paradas (2003) | Melhor posição |
| -------------- | -------------- |
| França         | 16             |

## Créditos
- Massimo Pacciani: bateria
- Cesare Chiodo: baixo elétrico
- Andrea Braido: guitarra elétrica
- Riccardo Galardini: guitarra elétrica
- Gabriele Fersini: guitarra elétrica
- Dado Parisini: teclados

## Informações adicionais
Tra te e il mare foi inserida também no álbum The Best of Laura Pausini: E ritorno da te e em versão live no DVD Live 2001-2002 World Tour (Dueto com Biagio Antonacci) e nos álbuns ao vivo Live in Paris 05, San Siro 2007 e Laura Live World Tour 09.
Entre tú y mil mares foi inserida também no álbum Lo Mejor de Laura Pausini: Volveré junto a ti e em versão live no DVD Live 2001-2002 World Tour e no álbum ao vivo Laura Live Gira Mundial 09.
Em 2003 Biagio Antonacci regravou Entre tú y mil mares em dueto virtual com Laura Pausini, e a canção foi inserida no álbum Cuanto tiempo... y ahora do cantor milanesi.
Em 2008 Biagio Antonacci regravou Tra te e il mare, que foi inserida em seu álbum Il cielo ha una porta sola.